# Vino para robar
Vino para robar es una película argentina de 2013 dirigida por Ariel Winograd, escrita por Adrián Garelik y protagonizada por Daniel Hendler y Valeria Bertuccelli.

## Argumento
Sebastián (Hendler) conoce a Natalia (Bertuccelli) cuando está intentando robar una importante pieza de arte de un museo, y ella le gana de mano. Rivales declarados, los dos tendrán que trabajar juntos más adelante, en un robo más complejo: una valiosa y única botella de Malbec de Burdeos de mediados del siglo XIX, catalogada como uno de los mejores vinos del mundo y celosamente guardada en la bóveda de un banco, en Mendoza.
En un universo lleno de glamour, entre viñedos y montañas, los ladrones tendrán que desplegar su magia, pero mientras preparan el robo descubrirán, cada uno por su lado, que nada va a resultar como lo pensaron.

## Reparto
- Daniel Hendler ... Sebastián
- Valeria Bertuccelli ... Natalia/Mariana
- Martín Piroyansky ... Chucho
- Pablo Rago ... Mario
- Juan Leyrado ... Basile
- Luis Sagasti ... Guntag
- Mario Alarcón ... Pascual
- Alan Sabbagh ... Gerente
- Christian Cardoner ... Sergio Goycohea
- Esteban Balbi... Asistente Arquitecto Goycochea
- Sebastián Mogordoy ... Guardia

## Producción
La filmación empezó el 11 de febrero de 2013 en la provincia de Mendoza y entre el 4 y el 18 de marzo se filmó en Buenos Aires. En los últimos días de marzo, Winograd y algunos colaboradores viajaron a Florencia, Italia, para completar el rodaje. El rodaje se llevó a cabo mayoritariamente en Mendoza y participaron diez actores de esa provincia además de técnicos y más de 300 extras. Uno de los protagonistas de la cinta, Daniel Hendler, declaró sobre rodar en Mendoza: "Es una experiencia intensa; se siente la cordillera cerca, los viñedos, el sol. Es muy divertido lo que estamos haciendo y se va a ver en el resultado".
Para la realización de la película, Winograd intentó contactar a Luis Mario Vitette, autor del "robo del siglo". Al no lograr ponerse en contacto con Vitette, el director optó por Luis Vicat, otro especialista en robos.

## Recepción
En un período de solo cuatro días el film logró ser vista por 57.258 personas.
La película recibió el Premio Especial del Jurado en el Festival de Cine Iberoamericano de Huelva en noviembre de 2013.
La película fue aclamada por la crítica. En el sitio Todas Las Críticas recibió un 93% de aprobación; de 46 críticas que recibió, 43 de ellas fueron positivas y 3 negativas.